# Challenger (крейсерський танк)
«Челленджер» (англ. Challenger), повне офіційне позначення — Крейсерський танк Mk.VIII «Челленджер» (англ. Tank, Cruiser, Mk.VIII Challenger), також відомий під проектним позначенням A30 — британський крейсерський танк-винищувач періоду Другої світової війни. Був створений на подовженому шасі танка «Кромвель» 1942 року і, бувши озброєний найпотужнішою на той момент британською танковою гарматою QF 17 pounder, призначався для вогневої підтримки та боротьби з бронетехнікою на великих дистанціях. З появою танка Sherman Firefly, що мав таке ж озброєння, але і володів деякими перевагами, «Челленджер» виявився багато в чому зайвим, тому під час серійного виробництва в 1943–1944 роках було випущено лише 200 танків цього типу. «Челленджер» надходили в частини, що мали на озброєнні танки «Кромвель», для спрощення постачання переважно однотипних машин, і застосовувалися в бойових діях в Європі в 1944 — 1945 роках як британськими, так і, в меншій кількості, польськими та чехословацькими частинами. З 1945 року було випущено близько 250 танків модифікованого варіанту, «Евенджер» (англ. Avenger), що відрізнялися відкритою зверху баштою великих розмірів, проте в війська перші «Евенджери» потрапили вже після закінчення війни